# Parič
Parič je zřícena vodního hradu v parku slovenského města Trebišov. Prvním panským sídlem v Trebišově byl v polovině třináctého století dřevohlinitý hrádek. Zděný hrad byl založen na počátku čtrnáctého století. První písemná zmínka je v darovací listině z roku 1327, kde je nazýván Castrum Parys. Roku 1684 byl dobyt povstaleckým vojskem Imricha Tökölyho a o dva roky později byl vyhozen do vzduchu střelným prachem. Roku 1786 byly jeho zbytky použity jako stavební materiál pro blízký barokní zámek rodu Andrássyů. Poslední dílo zkázy na něm dokonala československá a sovětská armáda ve druhé polovině dvacátého století, která si z něj udělala cvičnou střelnici. Dnes z něj zůstala pouze jedna zeď. V souvislosti s rekonstrukcí části parku zde probíhají i archeologické výzkumy.